# Азиатская конная дивизия
Азиатская конная дивизия (Азиатская бригада, Азиатская дивизия, Инородческая дивизия, 1-я Инородческая дивизия имени Его Императорского Величества Государя Михаила II) — кавалерийская дивизия, в основном комплектовавшаяся татарами, башкирами, забайкальскими казаками и китайцами, японцами, корейцами, тувинцами, тибетцами и бурятами, сформированная в составе сил Забайкальской белой государственности.

## История

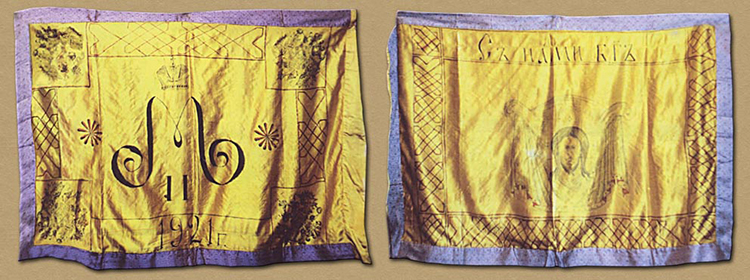
флаг

Сформирована бароном Р. Ф. фон Унгерн-Штернбергом как Отдельная Туземная конная бригада 23 сентября 1918 года, на основе инородческих частей, входивших в состав Особого Маньчжурского отряда, в октябре 1918 года была развернута в отдельную Туземную конную дивизию и переименована в Инородческую. в 1919 году переформирована в корпус. В декабре 1918 года отдельная Инородческая и формировавшаяся Бурятская конные дивизии были сведены в Туземный конный корпус. В мае 1919 года корпус был переименован в Азиатский. В июне 1919 года из частей Азиатского корпуса была сформирована Азиатская конная дивизия в составе трех бригад. В ноябре 1919 года дивизия была расформирована и из ее состава сформированы две отдельные конные бригады — Азиатская и Монголо-Бурятская. 7 февраля 1920 года Азиатская бригада была переименована в Азиатскую конную дивизию.
С 18 марта 1920 года подчинялась непосредственно Главнокомандующему всеми вооружёнными силами Российской Восточной окраины атаману Семёнову, с 21 мая 1920 года — в Дальневосточной армии.
7 августа 1920 года переформирована в партизанский отряд, который в августе самовольно ушёл на российско-монгольскую границу и 29 сентября исключён из состава Дальневосточной армии. Уйдя в Монголию отряд снова стал именоваться дивизией и на тот момент насчитывал 2400 сабель (2000 азиатов и 400 русских).
При эвакуации Дальневосточной армии из Забайкалья в Приморье вдоль КВЖД, дивизия ушла в Монголию, где вела бои против китайских и красных войск. Дивизия освободила от китайцев монгольскую столицу Ургу и дважды пыталась прорваться в Забайкалье, но несла тяжёлые потери. В июне 1921 года она насчитывала 3500 сабель, но потеряла до 2/3 состава в бою под Троицкосавском.
При отступлении генералом Унгерном было принято решение идти в Урянхай, где можно было устроить новый плацдарм для борьбы с большевиками.
17—18 августа 1921 года разыгралась драма, во время которой предатели-дезертиры, среди которых были полковники Евфаритский, Хоботов, Костромин, Кастерин, есаул Макеев, войсковой старшина Львов, сотник Маштаков и доктор Рябухин убили заместителя командира дивизии генерала Бориса Петровича Резухина, наиболее преданных барону Унгерну офицеров и ординарцев и в ночь на 19 августа 1921 года совершили покушение на своего командира барона Унгерна, обстреляв его палатку.
Покушение не удалось, барон скрылся, позже найдя укрытие в расположении своих монгольских частей. Дезертиры побросали вещи и орудия и устремились в Маньчжурию.
21 августа 1921 года монгольские части так же предали своего командира барона Унгерна в надежде дезертировать обратно в Монголию. Барон Унгерн попал в плен к красным. 15 сентября 1921 года в г. Новониколаевск состоялся судебный процесс, на котором Унгерн был приговорен к смертной казни. Приговор был приведен в исполнение.
Осенью 1921 года остатки бывшей Азиатской конной дивизии, дезертировавшие в Китай, были разоружены. Дивизия была расформирована в октябре 1921 года в Приморье.

## Состав
- 1-я бригада
  - Даурский конный полк
  - Хамарский конный полк
- 2-я бригада
  - 1-й Бурятский конный полк
  - 2-й Бурятский конный полк
- Инородческая конно-артиллерийская бригада
- Около 100—500 белогвардейцев.

## В культуре
Азиатская конная дивизия и её бойцы упоминаются в романе Виктора Пелевина «Чапаев и Пустота».